# Distretto di Sheikhpura
Sheikhpura è un distretto dell'India di 525 137 abitanti, che ha come capoluogo Sheikhpura.